# 北條綱高
北條綱高（1506年4月－1585年12月3日）是日本戰國時代至安土桃山時代的武將。後北條氏的家臣。父親是高橋高種。母親是伊勢宗瑞（北條早雲）的養女，妻子是南条重頼之女、南条右京亮重長之妹。幼名三島丸。初名高橋綱種或種政。育有一子名為北條康種(常陸介)。

## 生平
永正3年（1506年）4月在伊豆國雲見上之山城出生。父親高橋高種仕於伊勢宗瑞，身為長男的綱種由宗瑞養育，並師事於多目元忠，居住在伊豆國韮山。
大永4年（1524年），攻略江戶城後，因為綱高的功績和母親的關係而成為伯父北條氏綱的養子亦改名為北條綱高，擔任相模田國玉繩城城代。受到氏綱的器重和期待，在與扇谷上杉氏戰鬥時立下許多戰功。
在天文6年（1537年）成功攻略扇谷上杉家家臣難波田善銀守備的深大寺城。之後與弟弟高橋氏高一同跟欲奪回深大寺城的難波田率領的扇谷上杉軍對峙。其間因為北條氏綱向河越城進軍，難波田勢開始撤退，綱高展開追撃，因而討取了很多敵兵並獲得大勝。
天文15年(1546年)隨從主君北條氏康參戰對抗上杉朝定、古河公方足利晴氏、上杉憲政等所組成關東反北條勢力聯合軍的河越城之戰(河越夜戰)。
弘治元年(1554年)10月剃髮後以龍山、龍雲齋為出家名號。永祿7年（1564年）的第二次國府台合戰亦有参陣。
綱高的武略優秀，在家中亦是首屈一指的勇將，因此率領「北條五色備」中的赤備。
在天正13年10月12日（1585年12月3日）在江戶城死去。享年80歲。

## 附註
雖然被認為是高橋高種的兒子，但是因為資料很少而無法確定。上文亦可能因為資料的發見和解釋而改變。
赤備的甲冑為副將大宅高橋内膳綱秀所持有，現今被埼玉縣富士見市大應寺所收藏。